# Jan Gadziński
Jan Gadziński przybrane nazwisko Mieczysław Kaczyński (ur. 18 listopada 1887 w Kaskach, zm. 28 listopada 1956 w Warszawie) – polski ślusarz i tramwajarz, działacz komunistyczny i rewolucyjny, żołnierz Gwardii Ludowej i Armii Ludowej, powstaniec warszawski.

## Życiorys
Pochodził z rodziny chłopskiej, skończył 3 klasy szkoły podstawowej i w 1900 został pomocnikiem murarskim, 1903–1906 praktykant ślusarski, później ślusarz w odlewni. 1909–styczeń 1914 odbywał służbę wojskową w rosyjskiej armii – wojskach kolejowych w Mandżurii. VIII 1914 zmobilizowany, uczestnik walk na froncie zachodnim, w 1915 ciężko ranny i przez 7 miesięcy przebywał w szpitalu. Po wyleczeniu wysłany na front kaukaski, uchylił się od dalszej służby i pod nazwiskiem Mieczysław Kaczyński pracował w fabryce sprzętu wojskowego w Rostowie nad Donem jako ślusarz. Uczestnik rewolucji lutowej i październikowej 1917 w Rostowie. Po zajęciu Rostowa przez wojska gen. Aleksieja Kaledina udał się na kaukaz do Stanicy Tichorieckiej, gdzie w 1918 działał w miejscowej organizacji RKP(b), potem wstąpił ochotniczo do Armii Czerwonej i do 1921 walczył na kilku frontach wojny domowej w Rosji. XII 1921 wrócił do kraju i został ślusarzem, później motorniczym w Tramwajach Miejskich w Warszawie. Działał w KPP i Związku Zawodowym Tramwajarzy miasta stołecznego Warszawy. XI 1931 aresztowany za udział w strajkach tramwajarzy i na 6 tygodni uwięziony na Pawiaku. W 1942 wstąpił do PPR. Żołnierz Gwardii Ludowej i Armii Ludowej. W Powstaniu Warszawskim na Woli i Starym Mieście. W 1948 wstąpił do PZPR. Od 1945 był ekspedytorem w Miejskich Zakładach Komunikacyjnych.
Odznaczony Krzyżem Oficerskim Orderu Odrodzenia Polski.